# Râul Ciulucul de Mijloc
Ciulucul de Mijloc este un afluent al râului Răut. Lungimea râului este 45 km.. Suprafața bazinului 302 km^2 . Izvorăște în vecinătatea satului Ciuluc, raionul Falesti la altitudinea de 138 m, și se varsă în râul Ciulucul -Mic, în vecinătatea satului Mandresti . Relieful în care s-a dezvoltat bazinul Ciulucul de Mijloc este fragmentat, cu versanți asimetrici, întretăiat de ravene și hârtoape. Astfel, procesul de eroziune liniară este intensificat de prezența largă a argilelor. În același timp în bazinele râului s-a intensificat impactul antropic, confirmat de extinderea masivă a terenurilor agricole, care la sfârșitul secolului al XX-lea constituiau 75-90% din suprafața totală. Ihtiofauna râului și a iazurilor formate de acesta este reprezentată de crap, caras, șalău, plătică, țipar.